# Coenonympha parvinsubrica
Coenonympha parvinsubrica är en fjärilsart som beskrevs av Ruggero Verity 1927. Coenonympha parvinsubrica ingår i släktet Coenonympha och familjen praktfjärilar. Inga underarter finns listade i Catalogue of Life.